# 대한민국 제21대 대통령 선거 충청북도
이 문서는 대한민국 제21대 대통령 선거의 충청북도 지역 개표 결과이다.

## 개표 결과

### 청주시 상당구
|  | 48.82% |

|  | 41.77% |

|  | 8.24% |

|  | 1.05% |

|  | 0.10% |

### 청주시 서원구
|  | 47.38% |

|  | 42.17% |

|  | 9.22% |

|  | 1.11% |

|  | 0.10% |

### 청주시 흥덕구
|  | 49.49% |

|  | 38.95% |

|  | 10.38% |

|  | 1.05% |

|  | 0.11% |

### 청주시 청원구
|  | 50.46% |

|  | 38.97% |

|  | 9.43% |

|  | 1.00% |

|  | 0.11% |

### 충주시
|  | 46.04% |

|  | 45.19% |

|  | 7.83% |

|  | 0.83% |

|  | 0.09% |

### 제천시
|  | 47.84% |

|  | 44.39% |

|  | 6.80% |

|  | 0.83% |

|  | 0.11% |

### 단양군
|  | 55.07% |

|  | 38.72% |

|  | 5.47% |

|  | 0.62% |

|  | 0.11% |

### 영동군
|  | 53.06% |

|  | 40.31% |

|  | 5.66% |

|  | 0.85% |

|  | 0.10% |

### 보은군
|  | 51.84% |

|  | 42.01% |

|  | 5.13% |

|  | 0.85% |

|  | 0.15% |

### 옥천군
|  | 48.89% |

|  | 44.02% |

|  | 5.99% |

|  | 0.90% |

|  | 0.16% |

### 음성군
|  | 48.96% |

|  | 43.22% |

|  | 6.83% |

|  | 0.85% |

|  | 0.12% |

### 진천군
|  | 52.38% |

|  | 38.80% |

|  | 7.71% |

|  | 0.94% |

|  | 0.14% |

### 괴산군
|  | 53.21% |

|  | 41.03% |

|  | 4.73% |

|  | 0.90% |

|  | 0.10% |

### 증평군
|  | 47.85% |

|  | 43.24% |

|  | 7.79% |

|  | 0.93% |

|  | 0.17% |

## 전체 결과
|  | 47.47% |

|  | 43.22% |

|  | 8.22% |

|  | 0.96% |

|  | 0.11% |

더불어민주당 이재명 후보가 47.47%의 득표율을 기록하면서 충청북도에서 승리를 거두었다. 이재명 후보는 지난 대선에서는 윤석열 후보에게 5%p 격차로 충청북도에서 패배했지만 이번 대선에서는 역으로 김문수 후보에게 약 4%p 격차로 승리하면서 충청북도를 탈환하였다.
국민의힘 김문수 후보는 43.22%의 득표율을 기록하면서 2위를 차지했다.
개혁신당 이준석 후보는 8.22%의 득표율로 3위를 차지했다.

### 주요 후보 결과
| 지역          | 이재명 | 이재명 | 김문수 | 김문수 | 이준석 | 이준석 |
| 지역          | 득표수 | 득표율 | 득표수 | 득표율 | 득표수 | 득표율 |
| ------------- | ------ | ------ | ------ | ------ | ------ | ------ |
| 청주시 상당구 | 63,093 | 48.82% | 53,983 | 41.77% | 10,648 | 8.24%  |
| 청주시 서원구 | 58,100 | 47.38% | 51,715 | 42.17% | 11,315 | 9.22%  |
| 청주시 흥덕구 | 91,724 | 49.49% | 72,187 | 38.95% | 19,240 | 10.38% |
| 청주시 청원구 | 61,240 | 50.46% | 47,301 | 38.97% | 11,453 | 9.43%  |
| 충주시        | 64,128 | 46.04% | 62,940 | 45.19% | 10,909 | 7.83%  |
| 제천시        | 39,127 | 44.39% | 42,170 | 47.84% | 5,997  | 6.80%  |
| 단양군        | 7,645  | 38.72% | 10,874 | 55.07% | 1,080  | 5.47%  |
| 영동군        | 12,321 | 40.31% | 16,217 | 53.06% | 1,730  | 5.66%  |
| 보은군        | 9,194  | 42.01% | 11,344 | 51.84% | 1,124  | 5.13%  |
| 옥천군        | 15,013 | 44.02% | 16,673 | 48.89% | 2,045  | 5.99%  |
| 음성군        | 29,604 | 48.96% | 26,136 | 43.22% | 4,132  | 6.83%  |
| 진천군        | 28,558 | 52.38% | 21,155 | 38.80% | 4,205  | 7.71%  |
| 괴산군        | 10,858 | 41.03% | 14,080 | 53.21% | 1,252  | 4.73%  |
| 증평군        | 11,385 | 47.85% | 10,290 | 43.24% | 1,854  | 7.79%  |

더불어민주당 이재명 후보는 청주시의 모든 일반구에서 승리를 거두었으며 서북부에 위치한 음성군, 진천군, 증평군과 충주시에서 승리했다. 특히 지난 대선에서 이재명 후보가 승리를 거두었던 유이한 지역인 진천군과 청주시 청원구에서는 이번에도 과반이 넘는 득표율을 기록하였다.
국민의힘 김문수 후보는 동부에 위치한 제천시와 단양군 그리고 남부에 위치한 군 지역에서 승리를 거두었다. 김문수 후보는 보은군, 영동군, 괴산군에서 과반 이상의 득표율을 기록하였으며 단양군에서는 55.07%의 득표율을 기록하면서 충청북도 내 최다 득표율을 기록했다.
개혁신당 이준석 후보는 충청북도 내 시군 사이의 득표율 차이가 나타났다. 이준석 후보는 괴산군에서는 4%대, 단양군, 영동군 등의 군 지역에서는 5%대의 득표율에 머물렀지만 청주시 전 지역에서는 8% 이상의 득표율을 기록했으며 청주시 흥덕구에서는 10.38%를 기록하면서 충청북도 내 최고 득표율을 올렸다.

## 같이 보기
- 대한민국 제21대 대통령 선거